# 李屏瑤
李屏瑤（1984年－），女，新北蘆洲人。小說家、劇作家、採訪者。
畢業於臺北市立中山女子高級中學、國立臺灣大學中國文學系、國立臺北藝術大學劇本藝術創作研究所。
2016年出版首部小說《向光植物》，因有感於同志在成長過程中總會歷經自我認同的掙扎與迷惘，期待透過提供一個不那麼悲傷的文本，幫助同志在建立自我認同的過程能夠順暢一點。2017年出版劇本《無眠》。2018年以《同志百工圖》入圍台北文學年金。2019年出版散文集《台北家族，違章女生》。劇本《無眠》入選牯嶺街小劇場2015年為你朗讀新銳劇本。2020年起主持podcast《違章女生lalaLand》。 2023~2024年擔任國家表演藝術中心國家兩廳院駐館藝術家。

## 著作

### 小說
- 《向光植物》（桃園：逗點文創結社，2016）

［日譯版］李琴峰／譯，《向日性植物》（東京：光文社，2022）
［再版］《向光植物》（台北：時報出版，2022）

### 戲劇
- 《無眠》（桃園：逗點文創結社，2017）
- 《死亡是一個小會客室：李屏瑤劇本集》（台北：時報出版，2022）

### 散文
- 《台北家族，違章女生》（台北：麥田出版，2019）

### 廣播節目
- 《違章女生lalaLand》

## 外部連結
- 李屏瑤 （页面存档备份，存于）的facebook頁面

- 李屏瑤的instagram頁面
- 李屏瑤 （页面存档备份，存于）的官方網站